# Začarani grad in medved
Začarani grad in medved je slovenska pravljica. Zapisal jo je A. Gabršček, in je bila izdana v Zbirki pravljic in pripovedk Zlata ptica, leta 1985.

## Obnova
Neki trgovec je imel tri hčere. Nekoč je pred odhodom v mesto vse tri povprašal, kakšnih daril si želijo. Prva je želela lepo obleko, druga lišp, tretja pa tri cepiče pojočega drevesa. Ko je kupil, prvi dve darili, je prišel do gradu in pojočega drevesa, ki ga je stražil medved. Ta mu je dal cepiče, a pod pogojem, da mu čez tri leta izroči svojo hčer za ženo. Ko je trgovec prišel domov, je na ta pogovor kmalu pozabil. Po treh letih, pa se je medved pripeljal v zlati kočiji in zahteval svojo nevesto. Trgovec pripelje prvo hčer, ki se upira, a medved zamahne s taco; pripelje drugo, a je tudi noče; nato privede najmlajšo, ki se ni upirala. V kočiji se je medved za kratek hip spremenil v lepega kraljeviča in ji razložil, da je začaran. Opozoril jo je, da bo na poti domov videla prikazni, a se ne sme ustrašiti. Vse to je prebrodila, tako sta jo dve ženi pospremili v grad in ji ga razkazali. Vsako noč pa jo je medved poljubil ter odšel spat v svojo sobo. Tako je bilo dva ali tri mesece, saj je nevesti postajalo dolgčas. Medved je zato naročil služabnicama, da sta jo vodili po vrtu, kjer je blizu drevesa odkrila utico polno knjig. Začela je brati in brati dokler ni vzela v roko zaprašeno debelo knjigo, v kateri je bila popisana usoda zakletega gradu. Ko je brala zgodbo, je vse okoli nje začelo oživljati. Tako je medvedu odpadla koža in kraljevič je bil rešen. Priredili so ples, katerega je obiskal trgovec, ki je bil vesel hčerine sreče, sestri pa sta ji seveda zavidali.

## Interpretacija dela

### Pripovedovalec
- je tretjeosebni
- vsevedni

### Književni liki
- GLAVNI LIKI
  - Najmlajša hči: svojega očeta je imela nadvse rada in se ni upirala, ko je mogla iti z medvedom, saj je vedela da je to po njeni krivdi,ker je prosila za tri cepiče pojočega drevesa. Je zelo močna, krepostna saj je premagala vse strahove na poti do gradu.
  - Medved (kraljevič): je strahopeten, saj ga je bilo strah, da bi mogoče umrl po treh letih(trgovec je vzel 3cepiče pojočega drevesa)če si ne bi naše žene, zato se je pogodil s trgovcem za menjavo (najmlajša hči-trije cepiči pojočega drevesa). Oblastnost se kaže pri njem s tem, kako je zahteval, da gre najmlajša hči z njim v začarani grad.

- STRANSKI LIKI
  - Trgovec: je oče treh hčera in ima najmlajšo še posebej rad. Je strahopetec, saj je svojo najmlajšo hčer izročil medvedu, ker se je bal da ga ne bo ubil, kljub svoji ljubezni do nje.
  - Starejši sestri: sta vzvišeni in strahopetni, saj se z medvedom ne moreta odpeljati, ker se ga bojita in ker jima ni všeč. Na koncu pa svoji najmlajši sestri zavidata. Na začetku se tudi razpozna da sta materialistki, ko je vsaka od njiju naročila očetu naj prinese lišp in lepo obleko.

### Književni prostor
- ni natančno določen, vemo samo da se dogaja v nekem mestu(ko je trgovec šel nakupovati), trgovčevi hiši(ko je medved prišel po svojo nevesto) in medvedovem gradu.

### Književni čas
- ni natančno določen, vemo samo v katerem delu dneva se je kaj zgodilo (dan-noč).

### Posebnosti
- medved govori
- drevo poje

Zelo pomemben predmet v pravljici je pojoče drevo, saj je v njem skrita rešitev prekletstva nad kraljevičem. 
Ko se najmlajša hči začne dolgočasiti, najde v pojočem drevesu zberko knjig, ki jih začne prebirati, dokler ne pride do tiste, ki kraljeviču reši usodo.

## Motivno - tematska povezava s pravljico Lepotica in zver
Glavni motiv obeh pravljic: dekle reši kraljeviča pred prekletstvom.
Prva izdana verzija pravljice Lepotica in zver ki jo poznamo danes je zapisala Madame Gabrielle-Suzanne Barbot de Villeneuve leta 1740. Najbolj znana verzija pa je daljša in jo je zapisala Madame Jeanne-Marie Leprince de Beaumont in izdala leta 1756.
Seveda pa je veliko različnih verzij pravljice znanih po celi Evropi.
Pravljici Lepotica in zver ter Začarani grad in medved se razlikujeta po dolžini, ter po nekaterih podrobnostih. 
Na primer:
Lepotica in zver: Najmlajša hči je šla mimo gradu, zagledala lepo vrtnico in jo utrgala.
Začarani grad in medved: Oče najmlajše hčere je šel h gradu in prosil medveda za tri cepiče pojočega drevesa.
Podobni sta si v tem, da hoče hči v obeh pravljicah pomagati medvedu/zveri, saj ugotovi da ji noče nič hudega, in je le ujet/-a v prekletstvu ki bdi nad njim.